# Eberhard von Hirnheim
Eberhard von Hirnheim (né en 1494, mort le 4 juillet 1560) est prince-évêque d'Eichstätt de 1552 à sa mort.

## Famille
Eberhard est issu de la famille noble souabe von Hürnheim. Le siège qui lui donne son nom est Hürnheim avec le château de Niederhaus, qui fait aujourd'hui partie de la commune d'Ederheim. Les membres sont déjà en contact étroit avec la maison de Hohenstaufen depuis le XIIIe siècle. Quelques décennies après la mort d'Eberhard, la lignée masculine s'éteint en 1585.
Il est le fils de Bero von Hirnheim et de sa femme Agnes von Ehingen, fille du chevalier Georg von Ehingen (1428-1508).
Son frère Johann Sebastian von Hirnheim (mort en 1555) est assesseur (juge) à la Chambre impériale de Spire et est enterré dans le cloître de la cathédrale de Spire. Le frère Georg (mort en 1537) est diacre dans la principauté épiscopale d'Ellwangen.
Une épitaphe dans la chapelle de la crypte de l'église de l'Assomption de Hochaltingen, un quartier de Fremdingen près de Donauwörth, commémore les grands-parents paternels Eberhard von Hirnheim et Anna von Hohenrechberg.

## Biographie
Les trois frères mentionnés sont inscrits en 1514 pour étudier à l'université de Bologne.
Eberhard se lance dans une carrière spirituelle, devient archidiacre de l'archidiocèse de Salzbourg, ainsi que chanoine à Augsbourg, Freising et Eichstätt. En raison de son travail dans l'archidiocèse de Salzbourg, il officie comme prêtre à Engelsberg en 1539 puis à  Thalgau en 1547.
Le 22 décembre 1552, il est élu à l'unanimité évêque d'Eichstätt. Il est un réformateur de la liturgie et publie un nouveau bréviaire diocésain. Avec son aide, un traité de paix est conclu en 1556 entre le prévôté de Berchtesgaden et la principauté archiépiscopale de Salzbourg, connu sous le nom de "compromis d'Eichstätt". En 1557, il acquiert le château de Bechthal et la seigneurie pour l'évêché, dont il n'avait auparavant qu'une partie de la propriété.
L'épitaphe du prince-évêque se trouve dans la cathédrale d'Eichstätt. Il montre la crucifixion et la résurrection comme motifs centraux. L'inscription indique que l'évêque est mort à l'âge de 65 ans et 6 mois.